# Kavminvodyavia
Kavminvodyavia (ros. Кавминводыавиа) – zlikwidowana rosyjska linia lotnicza z siedzibą w Mineralnych Wodach w Kraju Stawropolskim, głównym węzłem był port lotniczy Mineralne Wody.
W momencie zakończenia działalności we flotę linii wchodziło 11 samolotów Tu-154M, 1 samolot Tu-154B-2 i 2 samoloty Tu-204. 